# Takashi Yamahashi
Takashi Yamahashi (jap. 山橋 貴史 Yamahashi Takashi; ur. 31 maja 1972) – japoński piłkarz występujący na pozycji napastnika.

## Kariera klubowa
Od 1991 do 1998 roku występował w klubach Cerezo Osaka i Consadole Sapporo.